# Барбара Такман
Барбара Вертгайм Та́кман (англ. Barbara Wertheim Tuchman, 30 січня 1912, Нью-Йорк, США — 6 лютого 1989, Ґринвіч, Коннектикут, США) — американська історикиня та авторка. Двічі лауреатка Пулітцерівської премії за нехудожній прозовий твір — за книги «Серпневі гармати» (1963) (бестселер про передумови та перший місяць Першої світової війни) і «Стілвел та американський досвід у Китаї, 1911-45» (1972) (біографія генерала Джозефа Стілвела).

## Біографія
Народилась 30 січна 1912 року у сім'ї банкіра Моріса Вертгайма та його першої дружини Альми Моргентау. Батько був власником журналу «Нація» (найстаріший з існуючих тижневик у США, заснований у 1865 році), президентом Американського єврейського конгресу, колекціонером і засновником Театру «Гільдія». Мати була дочкою Генрі Моргентау (старшого), посла Вудро Вільсона в Османській імперії.

У молодому віці Вертгайм захоплювалась книгами Люсі Фіч Перкінсон, Джорджа Альфреда Генті, Джеймса Вольфа та історичними романами Олександра Дюма. Вчилась у школі школі «Волден» на Мангеттені. Отримала диплом бакалавра мистецтв у коледжі Редкліфф (з 1999 — входить до Гарвардського університету) у Кембриджі у 1933, вивчаючи історію та літературу.

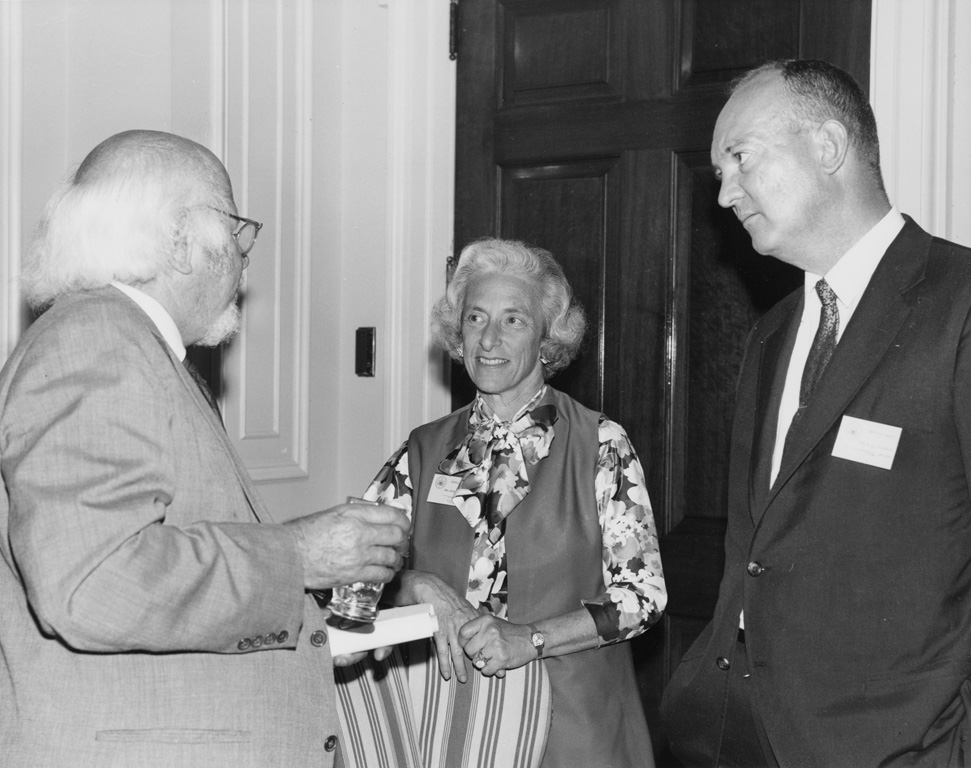
Барбара Такман (в центрі), Вільям Ширер (зліва) і Джон Ейзенхауер на конференції по дослідженню, Другій світовій війні та національних архівах, 14-15 червня, 1971

Працювала в Інституті Тихоокеанських досліджень у Нью-Йорку, пробувши рік у Токіо у 1934-35, включаючи місяць у Китаї, перед поверненням в США через Транссиб, Москву та Париж. Також працювала кореспонденткою «Нації», мандрувала в Валенсію та Мадрид для опису громадянської війни в Іспанії. Потім написала першу книгу, «Втрачена британська політика: Британія та Іспанія з 1700», опубліковану в 1938.
У 1940 Вертгайм одружилась з Лестером Р. Такманом (1904—1997), лікарем, дослідником та професором медичних наук у Медичній школі Гори Синай у Мангеттені. Взяла його прізвище, народила трьох дочок.
У роки Другої світової війни Такман працювала в Офісі військової інформації. Після війни виховувала доньок, виконуючи базові дослідження для того, що зрештою стало у 1956 книгою «Біблія та меч: Англія та Палестина з Бронзової доби до Бальфура».
Барбара Такман померла від інсульту в 77 років 6 лютого, 1989 у Ґринвічі, штат Коннектикут.

## Доробок
Такман найбільш відома як дворазова лауреатка Пулітцерівської премії, перша за «Серпневі гармати» у 1963 році, друга за «Стілвел та американський досвід у Китаї, 1911-45» у 1972.
«Серпневі гармати» була одною з улюблених книг Джона Кеннеді. Він заохочував членів свого кабінету прочитати книгу та хотів, щоб її прочитав «кожен офіцер в армії». Вважається, що це було одним з факторів мирного врегулювання Карибської кризи. Секретар армії розіслав копії книги у кожну американську військову базу на світі.
До творчого доробку Барбари Такман входять книги:
- Втрачена британська політика: Британія та Іспанія з 1700, Лондон: Об'єднане видавництво, 1938.
- Біблія та меч: Англія та Палестина з Бронзової доби до Бальфура. New York: New York University Press, 1956.
- Телеграма Ціммермана. New York: Viking Press, 1958.
- Серпневі гармати. New York: Macmillan, 1962.
- Горда вежа: Портрет світу перед війною, 1890–1914. New York: Macmillan, 1966.
- Стілвел та американський досвід у Китаї, 1911-45[en]. New York: Macmillan, 1971.
- Нотатки з Китаю. New York: Collier, 1972.
- Далеке дзеркало: багатостраждальне 14-те століття. New York: Alfred A. Knopf, 1978.
- Практична історія: окремі нариси. New York: Alfred A. Knopf, 1981.
- Марш дурості: від Трої до Вєтнаму. New York: Knopf/Random House, 1984.
- Перший салют: погляд на американську революцію. New York: Knopf/Random House, 1988.

Інші роботи:
- Американська безпека в 1980-х. Лондон: Міжнародний інститут стратегічних досліджень, 1982.

## Закон Такман
У книзі «Далеке дзеркало: багатостраждальне 14-те століття» Барбара Такман написала фразу, пізніше названу «законом Такман».

"Велика небезпека, притаманна самій природі записаної історії - це надлишок негативу: непропорційне збереження темної сторони: зла, страждань, розбрату і бід. В історії та ж ситуація, як у щоденних газетах. Щось нормальне не потрапляє до гарячих новин. Історія створюється документами, які збереглися, а вони тяжіють до опису кризи і лиха, злочинів і аномальної поведінки, оскільки ці речі стали предметом документообігу: у судових процесах, трактатах, викриттях моралістів, літературної сатири, Папських буллах. Жоден Папа жодного разу не видав буллу, щоб виразити схвалення. Негатив, що б'є через край, можна бачити в роботі церковного реформатора Ніколаса де Кламанжа, який, засуджуючи недостойних і суєтних прелатів в 1401 році, сказав, що у своєму завзятті виправити зловживання він не буде говорити про гарних священиків, оскільки «їх не помічають поруч із зіпсованими людьми».

«Лихо рідко буває таким всеосяжним, яким виглядає з записаних даних. Через сам факт опису воно здається безперервним і повсюдним, у той час, як воно з більшою ймовірністю було лише окремим випадком і в часі, і в просторі. Крім того, живучість нормального стану речей зазвичай вища, ніж ефект відхилення, що нам відомо на прикладі власної епохи. Після поглинання всіх сучасних новин можна очікувати зустрічі зі світом, що повністю складається лише зі страйків, злочинів, відключень електрики, проривів водопроводу, зламаних потягів, закритих шкіл, грабіжників, наркоманів, неонацистів і ґвалтівників. Насправді ж можна ввечері піти додому і, якщо всміхнеться доля, уникнути зустрічі більш ніж з одним чи двома такими явищами.» 
Тому закон Такман можна сформулювати як: «Факт повідомлення помножує гадану ступінь будь-якого прикрого розвитку подій у п'ять чи десять разів» (чи на будь-яку іншу цифру за бажанням читача).
Він визначається як психологічний принцип пізнавальної готовності (суб'єктивної ймовірності).